# میل (فیلم ۲۰۰۳)
میل (به هندی: Khwahish) و (به انگلیسی: Desire) فیلمی هندی محصول سال ۲۰۰۳ و به کارگردانی گویند منون است. در این فیلم بازیگرانی همچون هیمانشو مالیک، مالیکا شراوات و شیواجی ساتام ایفای نقش کرده‌اند.